# الصدور (الحصن)

تعديل مصدري - تعديل

الصدور هي إحدى قرى عزلة اليمانية العليا بمديرية الحصن التابعة لمحافظة صنعاء، بلغ تعداد سكانها 1066 نسمة حسب تعداد اليمن لعام 2004.